# Slieve Binnian
Slieve Binnian (in gaelico irlandese Sliabh Binneáin) è un monte situato nella contea di Down, Irlanda del Nord. Con una altitudine massima di 727 metri sul livello del mare è il terzo monte più alto dell'Irlanda del nord. 
La montagna ha una cima con molti tor, che le conferiscono un marcato aspetto rugoso, il quale consente di distinguerla facilmente dalle cime circostanti. 
La parte inferiore del monte è attraversata dal Binnian Tunnel, una galleria costruita per favorire l'afflusso d'acqua alla Silent Valley Reservoir. Furono necessari quattro anni per la costruzione del canale, che fu realizzata tramite lavori simultanei da entrambe le estremità. Il lavoro fu ben studiato, tanto che la differenza in larghezza tra le due semi-gallerie create era di soli due pollici.